# 大李家街道
大李家街道，是中华人民共和国辽宁省大連市金州区下辖的一个乡镇级行政单位。

## 行政区划
大李家街道下辖以下地区：
龙台社区、大李家村、新建村、盘道村、太山村、城子村、正明寺村、石槽村、大岭村和青云村。